# 李海宇
李海宇（韓語：이해우，1987年7月9日—），韓國男演員。

## 出演作品

### 電視劇／劇集
- 2007年：MBC《李祘》
- 2009年：KBS《花樣男子》飾演 主持人Q
- 2010年：泰國9台《秋天的命運》飾演 永錫（ซกยอง）
- 2010年：MBC《黃金魚》飾演 文錫進
- 2012年：MBC《武神》飾演 金敉
- 2013年：MBC《龜巖許浚》飾演 許謙
- 2013年：KBS《紅寶石戒指》飾演 盧志赫
- 2014年：KBS《Big Man》飾演 文明浩
- 2015年：MBC《薔薇色戀人們》飾演 金承賢
- 2015年：KBS《依然綠茵的日子》飾演 徐寅鎬
- 2016年：OCN《鄰家英雄》（特別出演）
- 2019年：KBS《優雅的母女》飾演 Danny 鄭
- 2020年：TV朝鮮《風雲碑》飾演 閔升鎬
- 2022年：Disney+《地下菁英》飾演 菲利[2]
- 2024年：TVING《于氏王后》飾演 毛治
- 2025年：Disney+《揭密最前線》飾演 崔豪聖

### 電影
- 2002年：《唯我獨尊》飾演 職員
- 2011年：《完美遊戲》飾演 梁永修
- 2013年：《明天記得愛上我》飾演 俊
- 2014年：《女兒》飾演 鎮佑

### 綜藝節目
- 2015年：tvN《SNL Korea第6季（朝鲜语：SNL 코리아 (시즌 6)）》

## 外部連結
- 李海宇的Instagram帳戶
- 李海宇在NAVER上的资料
- 李海宇在Daum上的资料
- 李海宇在HanCinema的頁面（英文）